# 越川昌和
越川 昌和（こしかわ まさかず、1984年11月29日 - ）は、千葉県香取郡出身の元プロ野球選手（投手）。

## 経歴
多古高から上武大学を経て、サウザンリーフ市原に入団。
2008年にベースボール・チャレンジ・リーグの群馬ダイヤモンドペガサスに入団。同年は、主にリリーフや抑えとして活躍し、10セーブを挙げ最多セーブのタイトルを獲得した。
2009年、先発もこなすようになり6勝（リーグ10位）を挙げ、防御率は1.94（リーグ5位）と活躍。
2010年、再びリリーフとして活躍し、2008年以来の最多セーブのタイトルを獲得した。
2011年10月19日、任意引退となり退団した。
群馬退団後は軟式野球をプレー。2012年9月16日、千葉県横芝光町のふれあい坂田池公園野球場で行われた町軟式野球夏季大会の決勝戦にそれゆけ蛤のメンバーとして出場し、チームは優勝、越川は最高殊勲選手賞に選出された。2013年11月2日には山梨県甲府市の小瀬スポーツ公園野球場で行われた関東選抜軟式野球大会の決勝戦に千葉県代表の多古クラブのメンバーとして優勝に貢献した。

## 選手としての特徴
コントロールを備えた140km/h超のストレートとフォークのように落ちるチェンジアップで三振を取る投球スタイル。球種は他にスライダー、カーブを持つ。

## 詳細情報

### 年度別投手成績
| 年 度    | 球 団    | 登 板 | 完 投 | 勝 利 | 敗 戦 | セ ｜ ブ | 勝 率 | 打 者 | 投 球 回 | 被 安 打 | 被 本 塁 打 | 与 四 球 | 与 死 球 | 奪 三 振 | 暴 投 | ボ ｜ ク | 失 点 | 自 責 点 | 防 御 率 | 奪 三 振 率 | W H I P |
| -------- | -------- | ----- | ----- | ----- | ----- | -------- | ----- | ----- | -------- | -------- | ----------- | -------- | -------- | -------- | ----- | -------- | ----- | -------- | -------- | ----------- | ------- |
| 2008     | 群馬     | 28    | 0     | 1     | 0     | 10       | 1.00  | 154   | 35.2     | 41       | 1           | 5        | 4        | 23       | 1     | 0        | 10    | 8        | 2.02     | 5.80        | 1.29    |
| 2009     | 群馬     | 22    | 1     | 6     | 4     | 3        | .600  | 347   | 83.2     | 87       | 4           | 16       | 5        | 47       | 2     | 1        | 27    | 18       | 1.94     | 5.06        | 1.23    |
| 2010     | 群馬     | 38    | 0     | 3     | 3     | 13       | .500  | 195   | 43.1     | 52       | 1           | 13       | 1        | 31       | 2     | 0        | 22    | 16       | 3.32     | 6.44        | 1.50    |
| 2011     | 群馬     | 28    | 0     | 1     | 3     | 0        | .250  | 133   | 31.1     | 40       | 1           | 4        | 2        | 18       | 1     | 0        | 16    | 15       | 4.31     | 5.21        | 1.42    |
| 通算:3年 | 通算:3年 | 116   | 1     | 11    | 10    | 26       | .524  | 829   | 194.0    | 220      | 7           | 38       | 12       | 119      | 6     | 1        | 75    | 57       | 2.64     | 5.52        | 1.33    |

- 各年度の太字はリーグ最高

### 背番号
- 21（2008年 - 2011年）